# Vineland (New Jersey)
Vineland – miasto (city) w hrabstwie Cumberland, w południowo-zachodniej części stanu New Jersey, w Stanach Zjednoczonych, położone nad rzeką Maurice. W 2013 roku miasto liczyło 61 050 mieszkańców.
Miejscowość założona została w 1861 roku przez Charlesa K. Landisa, który zakupił 32 tys. akrów ziemi (19 000 ha) i sprowadził tutaj pierwszych osadników z Nowej Anglii i Włoch. Oficjalne założenia Vineland nastąpiło w 1880 roku, a nadanie praw miejskich w 1952.